# ترشيح مستدق

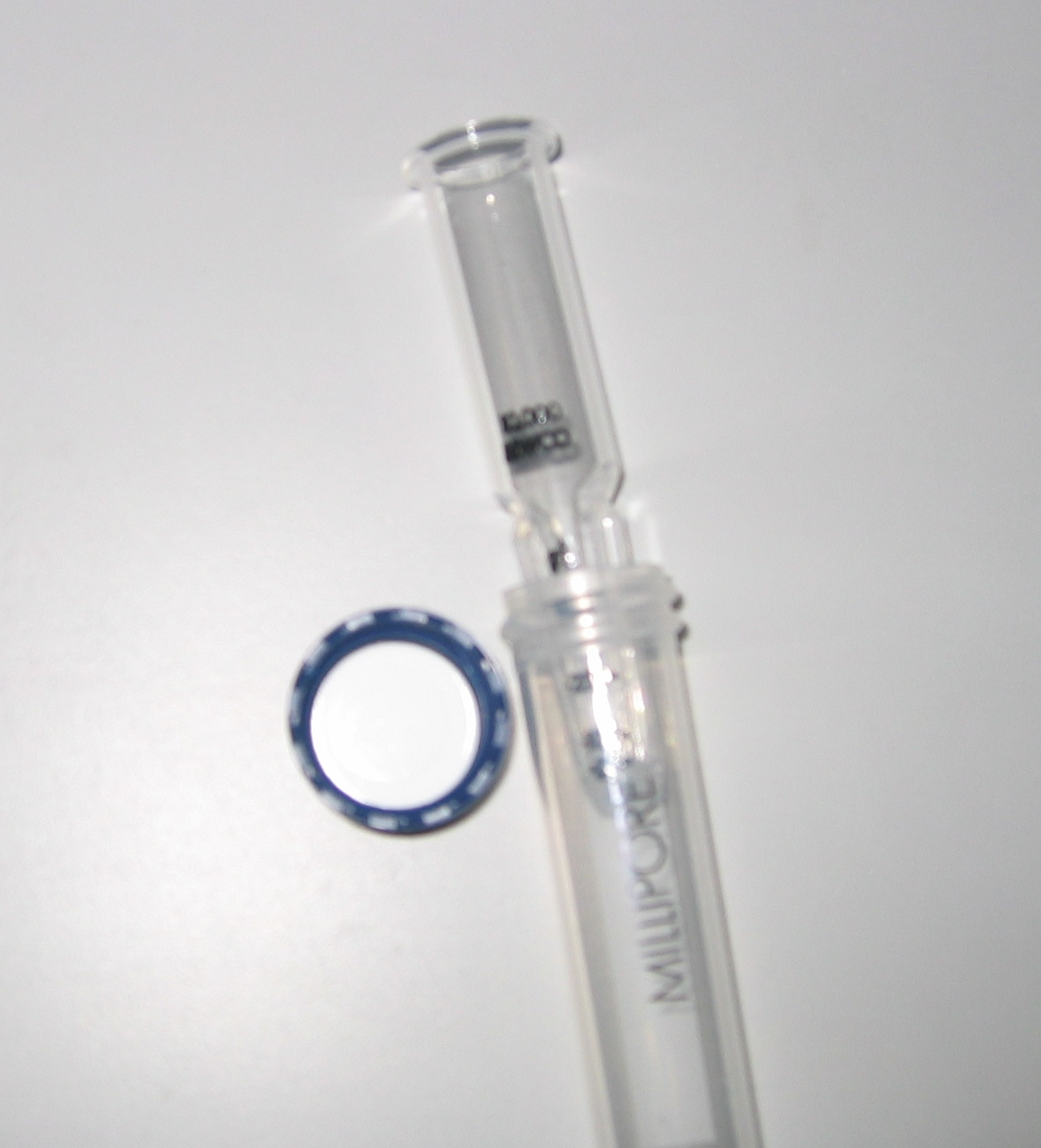
غشاء فاصل في أنبوب مختبر، يركب على جهاز مركزية طاردة. فتنفصل البروتينات عبر الغشاء إلى أعلى الأنبوب.

الترشيح المستدق (1) هي طريقة ترشيح فائق متعلقة بتقنية الأغشية، فهي تعمل على فصل الجزيئات الكبيرة والحبيبات الصغيرة من سائل، كما يمكنها تركيز نوع من تلك الحبيبات.
كان الكيميائي الألماني«هانريش بيشهولد» أول من استخدم تعبير الترشيح المستدق في عام 1907.
هذه الطريقة تستخدم أيضا في تنقية ماء الشرب وتطهيرها من بعض أنواع البكتيريا والجراثيم، كما تستخدم كثيرا في الصناعات الغذائية ومنتجات الألبان.

## تصنيف

الترشيح المستدق: لا تستطيع الجزيئات الكبيرة من العبور في المرشح بينما تنفذ الجزيئات الصغيرة مع المحلول.

الفرق بين الترشيح الدقيق والترشيح المستدق والترشيح النانوي. فإذا كان حد الحجز
عند 100 نانومتر كان ذلك ترشيحا دقيقاً، وإذا كان حد الفصل بين 2 - 100 نانومتر فيسمى ذلك ترشيحا مستدقاً؛ وأما الترشيح النانوي فهو يختص بحد فصل أقل من 2 نانومتر.
يرمز إلى حد الفصل في الإنجليزية بـ NMWC ، ووحدته دالتون Da. وتعريف حد الفصل  بأنه أقل كتلة لجزيء كري الشكل يمنع الغشاء معظمها من المرور بنسبة 90%. وعمليا يجب أن يكون حد الفصل أقل بنسبة 20% من حد فصل الجزيئات المرغوب فصلها.

## تطبيقات

### ترشيح جريان عرضي
يطبق الترشيح المستدق في ترشيح الجريان التقاطعي. وفي هذه الطريقة يتم استبدال شوائب محلول أو تغيير تركيز الأملاح فيه. تجمع هذه الطريقة بين طريقة غسيل الكلى (ديلزة) والترشيح المستدق.
خلال العملية يضخ مذيبا باستمرار إلى محلول المستبعد إلى أن ينتقل كل المذيب عبر الغشاء . تطبق هذه الطريقة في الصناعة وفي الطب Hämodiafiltration .

### تنقية ماء الشرب

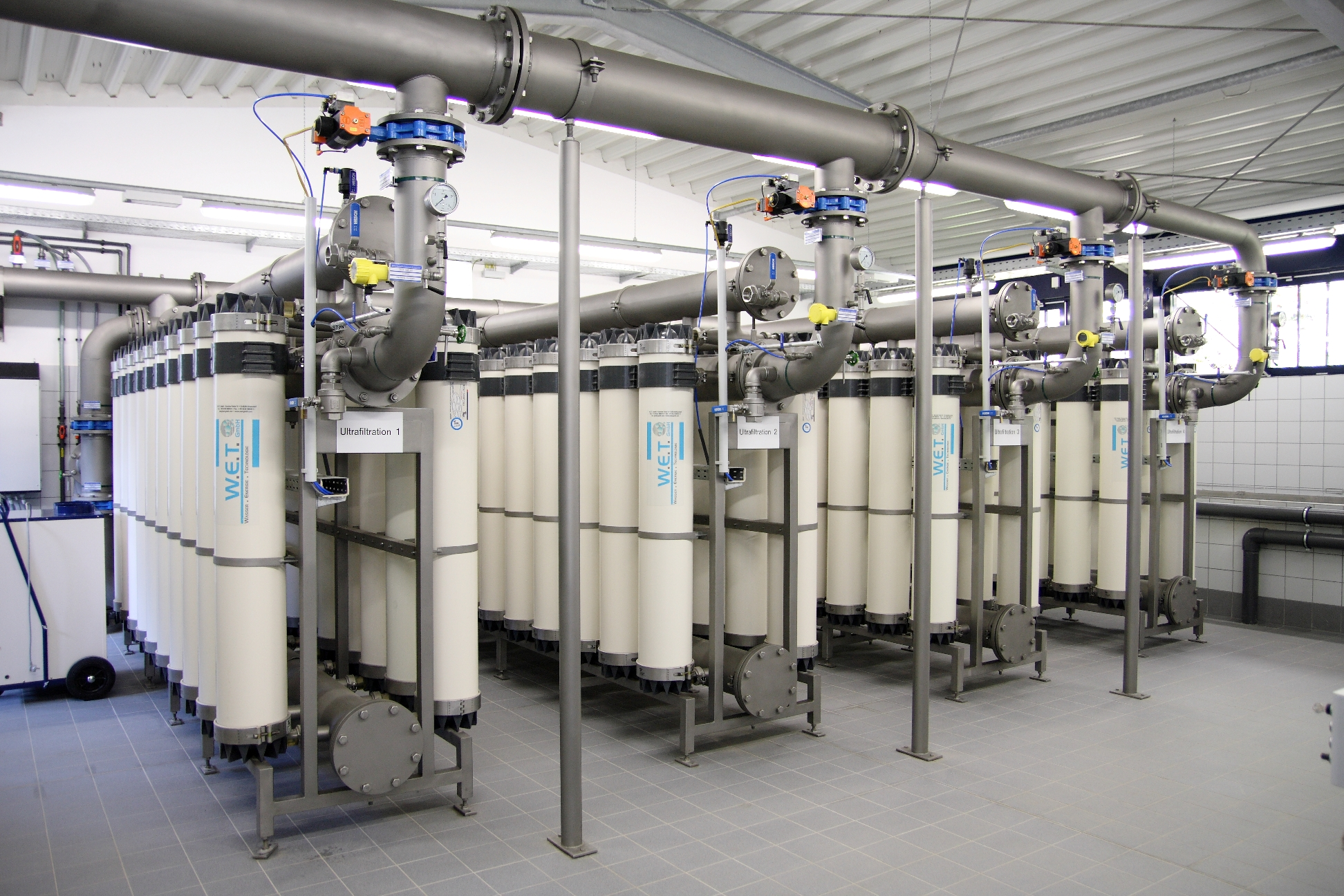
تنقية ماء الشرب بقدرة 300 متر³/h الساعة في أحد مدن ألمانيا.

منذ تطبيق التعليمات الخاصة بمواصفات ماء الشرب في ألمانيا وبنسبة العكارة فيها يتزايد استخدام الرئيح المستدق في محطات تنقية المياه . في تلك العملية يرشح الغشاء كل الماء . ومن مميزات تلك الطريقة أن الغشاء يمنع في نفس الوقت تسرب الجراثيم إلى الماء المرشح .
كما يطبق الترشيح المستدق في تنقية مياه حمامات السباحة في دوائر خاصة منذ عام 2002 في ألمانيا، وتصل قدرتها في بعض حمامات السباحة إلى نحو 800 متر مكعب/الساعة.

### معالجة ماء الصرف
يزداد تطبيق الترشيح المستدق في معالجة مياه الصرف الصحي . فتطبق خطوة تسمى خطوة تنظيف
"( polishing step ، (1 ، وهي خطوة تتم بعد عملية تنقية المياه . كما تطبق الترشيح المستدق مباشرة في حوض تنقية الحمأة فيما يسمى( activated sludge process ، (2 حيث يستعاض بها عن خطوات تالية لمعالجة المياه.
1. تطبق خطوة التنطيف في العادة عند صيانة المنشآت المائية القديمة بغرض معالجة المياه فيما بعد.
2. تطبق تنقية الحمأة بالأغشية عندما تكون سعة الحوض صغيرة أو إذا احتاج تركيز الكتلة الحية في الحمأة لعناية أكبر. يطبق هذا على الأخص في حالة وجود مواد في الماء يصعب إزالتها بالطرق الحيوية، مثل بقايا المواد الطبية والأدوية . والميزة الأخرى في ذلك هو تطهير المياه باختيار أغشية ذات مسام ضيقة بحيث تمنع مرور جراثيم ضارة للصحة.

### تطبيقات أخرى
- فصل البروتينات (مثل فصله من الحليب).
- في التطهير البارد في الصيدلة (في إنتاج المضادات الحيوية)
- في استرداد المعادن من النفايات
- في إنتاج بعض المواد الغذائية مثل منتجات الالبان ذات دهنيات أقل ولكن مع عدم المساس بالبروتينات والكالسيوم.
- في غسيل الكلى تنقية الدم من البولينا
- عند تركيز الحليب لإنتاج الجبن .
- فصل بروتينات عن بعضها
- تنقية العكارة من عصارات الفاكهة
- فصل الأمصال عن البكتيريا في المفاعلات الحيوية .

## الهوامش
- 1: مصطلح ترشيح مستدق هو ترجمة Ultrafiltration ضمن المخرجات حسب قاموس المعاني.[2] ويمكن أن تترجم أيضاً ترشيح فائق وذلك حسب قاموس مرعشي الطبي الكبير.[3]

## اقرأ أيضا
- تقنية أغشية
- غسيل الكلى
- ترشيح جريان تقاطعي
- مرشح الميكرون
- ترشيح نانوي
- طهارة مياه الشرب
- مستبعد (كيمياء)